# Сосновець-Головний
Сосновець-Головний (пол. Sosnowiec Główny) — залізнична станція польських залізниць, розташована в місті Сосновець. Одна з провідних у Сілезькому воєводстві. Згідно класифікації польських залізниць входить до числа станцій категорії Преміум.

## Залізничні лінії
- Лінія №1 Варшава-Західна – Катовиці
- Лінія №62 Тунель – Сосновець-Головний